# كريس يونغ (لاعب كرة قدم أمريكية)
كريس يونغ (بالإنجليزية: Chris Young)‏ هو لاعب كرة قدم أمريكية أمريكي، ولد في 23 يناير 1980 في سينويا في الولايات المتحدة.